# Vaste collectie
Onder vaste collectie wordt meestal een museale collectie - een verzameling kunst van een museum - verstaan, die permanent wordt tentoongesteld, althans aanwezig is, in het museum. Dit in tegenstelling tot bijvoorbeeld de kunstverzameling van een galerie, die erop gericht is verkocht te worden.

## Completering
Soms wordt een gedeelte van de vaste collectie uitgeleend aan een ander museum in het kader van een thematentoonstelling. Ook wel wordt een deel van de collectie geruild met andere musea om een overzichtelijke collectie te verkrijgen. Doublures in de vaste collectie worden vaak verkocht om met de opbrengst ervan andere stukken aan te kopen om zo de collectie te completeren.

## Voordelen en nadelen
Voor musea heeft het bezit van een grote vaste collectie het voordeel dat zij daarmee een vast publiek trekken. Een nadeel van een grote vaste collectie is, dat er meestal geen ruimte of belangstelling is voor een gelegenheidstentoonstelling, omdat dan het vaste publiek zou worden teleurgesteld als de vaste collectie niet is opgesteld. 

## Tussenvorm
Grotere musea kunnen zich een tussenvorm permitteren: door altijd een deel van de vaste collectie tentoon te stellen, een deel ervan op te slaan voor het gebruik van wisseltentoonstellingen en daarnaast in bepaalde zalen een gelegenheidstentoonstelling te houden, houdt men het vaste publiek te vriend en trekt men nieuw publiek aan.